# Gregorio García de la Cuesta
Gregorio García de la Cuesta y Fernández de Celis (Tudanca, 9 maggio 1741 – Palma di Maiorca, 24 dicembre 1811) è stato un generale spagnolo, che servì come comandante durante la guerra d'indipendenza spagnola nominato capitán general nel 1809.